# لز ویس
لز ویس (به فرانسوی: Les Veys) یک کمون در فرانسه است که در Canton of Carentan واقع شده‌است.

## خصوصیات
لز ویس ۱۴٫۸۸ کیلومترمربع مساحت و ۴۱۱ نفر جمعیت دارد و ۲۰ متر بالاتر از سطح دریا واقع شده‌است.